# 孔雀 (BURNOUT SYNDROMESのアルバム)
『孔雀』（くじゃく）は、BURNOUT SYNDROMESのメジャー2枚目のアルバム。2018年2月21日にEPICレコードジャパンから発売された。

## 概要
前作「檸檬」から1年3ヵ月ぶりのリリースとなる。
初回生産限定盤、通常盤の2形態でのリリースとなり、初回生産限定盤のDVDには「ハイスコアガール」「花一匁」のミュージックビデオ、2016年11月25日に行われた渋谷CLUB QUATTROでのライブ映像、メンバーによる孔雀の収録曲の解説が収録されている。

## 収録曲
1. ヨロコビノウタ
2. 花一匁
3rdシングル。テレビ東京系アニメ『銀魂.  銀ノ魂篇』（1月クール）エンディングテーマ。
3. 若草山スターマイン
4. 吾輩は猫である
5. Melodic Surfers
6. ハイスコアガール
1作目の配信限定シングル。押切蓮介の漫画『ハイスコアガール』へのトリビュートソング[1]。
7. 君をアンインストールできたなら
8. POKER-FACE
9. 斜陽
10. Dragonfly

### 初回限定盤DVD
1. 花一匁 (Music Video)
2. ハイスコアガール (Music Video)
3. FLY HIGH!! (2016.11.25 @SHIBUYA CLUB QUATTRO)
4. ヒカリアレ (2016.11.25 @SHIBUYA CLUB QUATTRO)
5. 燃えつきRADIOスペシャル 〜「孔雀」の取説〜